# ليرا (لاعب كرة قدم)
كارلوس أوقستو خوسيه ليرة (بالبرتغالية: Carlos Augusto José de Lira‏) هو لاعب كرة قدم برازيلي في مركز الدفاع، ولد في 2 أبريل 1966 في برازيليا في البرازيل. شارك مع منتخب البرازيل لكرة القدم. أما مع النوادي، فقد لعب مع أتلتيكو باراناينسي وجمعية بورتوغيزا الرياضية وغريميو بورتو أليغرينزي ونادي إنترناسيونال ونادي غوياس ونادي فاسكو دا غاما ونادي فلامنغو ونادي فلومينينسي.

## وصلات خارجية
- كارلوس أوقستو خوسيه ليرة على موقع قاعدة بيانات كرة القدم.إي يو (الإنجليزية)
- كارلوس أوقستو خوسيه ليرة على موقع ناشيونال فوتبول تيمز (الإنجليزية)